# Gesturi
Gesturi település Olaszországban, Szardínia régióban, Medio Campidano megyében. Lakosainak száma 1151 fő (2023. január 1.). Gesturi Isili, Nuragus, Tuili, Barumini, Setzu, Genoni és Gergei községekkel határos.

## Népesség
A település lakossága az elmúlt években az alábbi módon változott:
| Lakosok száma | 1249 | 1224 | 1151 |
|               | 2017 | 2018 | 2023 |